# José Ignacio Sanmiguel
José Ignacio de Sanmiguel y Tordecillas (Honda, 1740  - 1834) fue un abogado colombiano.
Ocupó la presidencia de Cundinamarca del 26 de noviembre de 1812 al 14 de diciembre de 1812 como integrante de la Junta de Gobierno designada por el general Antonio Nariño para que dirigiera a Cundinamarca en su ausencia.

## Biografía
Fue hijo del español Pedro Sanmiguel Ramírez, quien llegó de la metrópoli para instalarse en Honda (Tolima).

## Trayectoria
En 1764 fue admitido como abogado de la Real Audiencia. Consultor del Tribunal de la Inquisición en Cartagena de Indias. Defensor de la Renta de Diezmos. Corregidor de Mompox. En 1793 fue acusado por el síndico procurador Andrés Otero por abuso y maltrato de negros escalvos en su finca de Melgar. Abogado defensor de José Antonio Ricaurte Rigueiros (el abogado de Nariño) en el proceso que se le siguió en 1795. Miembro de la Sociedad Patriótica de Amigos del País fundada por sugerencia de José Celestino Mutis al virrey Mendinueta en 1801. Ese mismo año fue síndico procurador general, y en esa posición apoyó la creación de la cátedra de Química y Mineralogía del Colegio Mayor del Rosario.

### Carrera política temprana
Alcalde de primer voto de Santafé en 1803, en cuya calidad recibió al nuevo virrer de la Nueva Granada, don Antonio Amar y Borbón. Asumió como gobernador de la provincia de Neiva en 1805.

## Presidente de Cundinamarca
Asumió la Presidencia de la República por ausencia temporal del titular en su calidad de Secretario de Justicia. El famoso poeta realista Caro lo criticó con el siguiente verso:Sanmiguel, por lo que veo,/A todos les echa el gallo/Con su cara de caballo/Y entrañas de fariseo/Este astuto corifeo/Tan marrajo y camastrón,/A aquel pérfido Simón/Que inventó aquella tramoya/ 
Para el incendio de Troya,/Le pudiera dar lección..

## Últimos años
Vicepresidente del Serenísimo Colegio electoral que sancionó la Constitución de Cundinamarca el 16 de julio de 1813. Teniente letrado y Corregidor de La Mesa en 1817. Juez de la Corte Suprema entre 1825 y 1831.

## Familia
Contrajo matrimonio en Santafé con Rosalía Cacho Álvarez del Pino, hija de Juan Francisco Cacho y Antonia Álvarez del Pino Carvajal. Fueron padres de Pedro, Víctor y Juan Nepomuceno Sanmiguel y Cacho.